# Attentat du 30 avril 2021 à Pol-é 'Alam
 (mai 2021).
Si vous disposez d'ouvrages ou d'articles de référence ou si vous connaissez des sites web de qualité traitant du thème abordé ici, merci de compléter l'article en donnant les références utiles à sa vérifiabilité et en les liant à la section « Notes et références ».
L'attentat du 30 avril 2021 à Pol-é 'Alam est un attentat à la voiture piégée survenu le 30 avril 2021 à Pol-é 'Alam, dans la province de Logar, en Afghanistan, ayant fait au moins 30 morts.

## Contexte
Les djihadistes, dont la plupart sont des talibans, ont mené des centaines d'attaques mortelles au cours de leur insurrection en Afghanistan, qui a débuté en 2001. Ils ont notamment commit un attentat à la voiture piégée à Pol-é 'Alam en 2020 ayant fait 17 morts.
La violence en Afghanistan s'est intensifiée au printemps 2021, après que le président des États-Unis Joe Biden a annoncé que les États-Unis retireraient leurs forces armées d'ici le 11 septembre 2021, après 20 ans de présence continue dans ce pays d'Asie du Sud. L'ancien président américain Donald Trump avait convenu avec les talibans que les forces américaines se retireraient le 1er mai 2021.

## Attentat
Dans la soirée du 30 avril 2021, une voiture piégée a explosé près d'une maison d'hôtes à Pol-é 'Alam. Au moins 30 personnes ont été tuées et environ 90 autres blessées. Les victimes comprennent des lycéens et des membres de la milice pro-gouvernementale qui étaient restés à la maison.